# أغنية النبي (رواية)
أغنية النبي (Prophet Song)، هي رواية صدرت عام 2023م للكاتب الأيرلندي بول لينش، ونشرتها دار النشر البريطانية «Oneworld». حازت الرواية على جائزة بوكر لعام 2023.

## الحبكة
فكرتها الرئيسية، التي تدور حول تنامي القوى اليمينية في أوروبا والحرب الأهلية في سوريا وأزمة اللاجئين في أوروبا.
بعد عامين من وصوله إلى السلطة، أصدر حزب التحالف الوطني في أيرلندا قانون سلطات الطوارئ «استجابة للأزمة المستمرة التي تواجه الدولة»، ما أعطى سلطات لا حدود لها على ما يبدو لمكتب الخدمات الوطنية التابع للشرطة، وهو في الحقيقة قوة شرطة سرية جديدة. بالنسبة لهذا المكتب، فإن الأشخاص الذين يمارسون الحقوق الدستورية، التي كانت في السابق أساسية للديمقراطية الليبرالية – الحق في الاحتجاج، على سبيل المثال – هم مثيرون للفتنة. لكن تركيز لينش لا ينصب على صعود حزب التحالف الوطني إلى السلطة، أو على الآليات الداخلية للدولة الاستبدادية، بل على التجربة القاسية المؤلمة لإحدى العائلات في دبلن، خلال انحراف الحكم في أيرلندا نحو النظام الشمولي..
السيدة إيليش ستاك عالمة في البيولوجيا من دبلن، وأم لأربعة أطفال، مشغولة بالعمل والأسرة ووالدها المسن، ولا تهتم كثيرا بالتقارير الإخبارية المثيرة للقلق بشكل متزايد، ثم يأتي الواقع المرير يطرق بابها: في أمسية مظلمة ورطبة في دبلن يصل ضابطان من الشرطة السرية المشكلة حديثا لاستجواب زوجها، لاري، حول عمله كزعيم نقابي، الذي اختفى مع العديد من زملائه والناشطين الآخرين، في دولة الفوضى، بعد اشتراكه في مسيرة تطالب بحقوق المعلمين. يريد أطفال إيليش المراهقون النزول إلى الشوارع والاشتراك في المسيرة الاحتجاجية – ولكن كل ما تريده إيليش هو إبقاؤهم مخفيين وآمنين. مع اندلاع الحرب الأهلية، وامتلاء شوارع دبلن بحواجز الطرق والقناصة، ظلت مجمدة في حالة من الإنكار.
يغرق لينش القراء في هذا الكابوس بجمله المتعرجة المليئة بالرهبة، ودون فواصل بين الفقرات، ولا يوفر لهم أي مساحة لالتقاط الأنفاس.. يحاكي أسلوب لينش تطور مواجهة إيليش انجراف بلادها إلى الحكم الشمولي والحرب الأهلية، ومع ما يجب عليها فعله للحفاظ على تماسك عائلتها. تتأرجح مشاعر إيليش بين الذعر والإنكار، بين الخضوع للأمر الواقع والرفض العنيد للانصياع لمنطق النظام، بغض النظر عن اختيارات إيليش، يستمر الرعب دون توقف، وهناك إحساس حقيقي بالأزمة والهلاك الوشيك طوال الوقت.